# ثامر الميمان
ثامر الميمان (1951- 2017) كاتب وشاعر سعودي، من أبرز كُتّاب المقالات الاجتماعية في الصحافة السعودية، ارتبط اسمه بعنوان عموده الصحفي (رزقي على الله) الذي كان يكتب فيه يومياً لصحيفة البلاد، وهو العنوان ذاته الذي أطلقه على كتاب ضم مجموع مقالاته المنشورة على مدى 30 سنة، وصدرت له نحو 4 مؤلفات أخرى منها (كذب لوجيا) و (مجموعة أحزان)، وله عدد من القصائد منها ما يُظهر علاقته الخاصة بأمه وأثرها عليه، كقصيدة شهيرة له بعنوان (يُمّه) حملت شجن يخصه، سجلها بصوته واُطلِقت على موقع (يوتيوب) قبل وفاته.

## حياته
ولد في مدينة الطائف عام 1951م، وتخصص في الاقتصاد والعلوم السياسية ليحصل على شهادة البكالوريوس من جامعة القاهرة عام 1978م، كان مديراً للتحرير في صحيفة المدينة، ومدير شركة تهامة للإعلان والعلاقات العامة والتسويق، وقد أولى جُل اهتمامه بفئة الفقراء والمُعدمين في المجتمع، وكانت تدور مقالاته حول هذه الفئة وقصصهم وحاجاتهم، ويعود سبب ذلك إلى جانب نزعته الإنسانية كونه خالط أول حياته الفقراء والكادحين والمهمشين في أكثر الأحياء فقراً بمدينة الطائف، وخاض العمل في الشوارع كبيعه للفواكه على الطريق، وتجربته صبياً العمل في محطة وقود، إضافة إلى تأثره بمرحلة الجامعة في مصر، حيث انخرط  في الأنشطة الطلابية المؤيدة للقضايا الإنسانية كقضية فلسطين.

## وفاته
أصيب الميمان بجلطة في الدماغ توفي إثرها في جدة عام 2017م.